# Збірна Китаю з футболу
Збірна Китаю з футболу — національна футбольна команда Китаю, якою керує Федерація футболу Китаю.
Станом на 3 квітня 2025 посідає 94-e місце у рейтингу футбольних збірних світу.

## Історія
В 1924 році була заснована Футбольна асоціація Китаю, в 1931 році вона була прийнята в ФІФА. В 1949 році Китай виявився розділеним між Китайською Республікою і Китайською Народною Республікою. У 1955 році в Китайській Народній Республіці була заснована своя Китайська футбольна асоціація, яка в 1979 році стала членом ФІФА. У 1984 і 2004 роках Китайська Народна Республіка посідала друге місце на Кубку Азії. Після повернення до складу Китаю Макао і Гонконгу, вони продовжили виступи у всіх футбольних турнірах під назвою «Гонконг (Китай)» та «Макао (Китай)».
Футбол досить популярний у Китаї, а успіхи збірної є предметом національної гордості. За статистикою, близько 300 млн осіб у КНР спостерігали за виступами національної збірної на Світовій першості у 2002 році. До чемпіонату в країні було продано близько 170 млн нових телевізорів. За фіналом Кубка Азії 2004 року спостерігали понад 250 млн осіб, найбільша в історії телемовлення в КНР подія, за якою в прямому ефірі спостерігало стільки телеглядачів.

### Чемпіонат світу з футболу
- з 1930 до 1954 — не брала участь
- 1958 — не пройшла кваліфікацію
- з 1962 по 1978 — не брала участь
- з 1982 по 1998 — не пройшла кваліфікацію
- 2002 — груповий етап
- з 2006 до 2026 — не пройшла кваліфікацію

### Кубок Азії
- з 1956 до 1972 — не брала участь
- 1976 — 3 місце
- 1980 — груповий етап
- 1984 — 2 місце
- 1988 — 4 місце
- 1992 — 3 місце
- 1996 — чвертьфінал
- 2000 — 4 місце
- 2004 — 2 місце
- 2007 — груповий етап
- 2011 — груповий етап
- 2015 — чвертьфінал
- 2019 — чвертьфінал
- 2023 — груповий етап
- 2027 — кваліфікувалася

### Чемпіонат Східної Азії з футболу
- 2003 — 3 місце
- 2005 — Переможець
- 2008 — 3 місце
- 2010 — Переможець
- 2013 — 2 місце
- 2015 — 2 місце
- 2017 — 3 місце
- 2019 — 3 місце
- 2022 — 3 місце